# Certima albilunata
Certima albilunata là một loài bướm đêm trong họ Geometridae.